# Từ Đức Soái
Từ Đức Soái (sinh ngày 13 tháng 7 năm 1987) là một cầu thủ bóng đá chuyên nghiệp Trung Quốc lớn lên tại Hồng Kông, hiện đang thi đấu cho Kitchee ở Hồng Kông. Anh sinh ra ở Đại Liên nhưng đại diện cho Hồng Kông trong đấu trường quốc tế. Anh là thành viên của đội bóng đá Hồng Kông tại Đại hội Thể thao Đông Á năm 2009, người giành huy chương vàng Đại hội Thể thao Đông Á.
Anh mặc chiếc áo số 8 cho U-19 Trung Quốc, Citizen, Hồng Kông, U-23 Hồng Kông, Nam Hoa và Pegasus. Bởi vì điều này, người hâm mộ bóng đá Hồng Kông thường được sử dụng biệt danh Xu 8 cho anh.

## Cuộc sống
Từ Đức Soái sinh ngày 13 tháng 7 năm 1987 tại Đại Liên, Trung Quốc. Anh là con duy nhất trong gia đình của mình. Mẹ anh là giáo viên tiểu học nhưng anh ghét học. Do đó, anh bỏ học sau trung học tại Đại Liên để chuyển sang đội trẻ Đại Liên Thực Đức dưới ý tưởng đối lập của mẹ anh. Mẹ anh đã không can thiệp sau khi giáo viên đã nói với bà rằng Đức Soái có tiềm năng trong bóng đá, vì vậy mẹ anh đã hỗ trợ về bóng đá  với sự nghiệp rất thành công sau này.

## Sự nghiệp câu lạc bộ

### Đại Liên Thực Đức
Từ Đức Soái bắt đầu sự nghiệp bóng đá của mình tại Đại Liên với đội trẻ của Đại Liên Thức Đức. Tiềm năng của anh đã nhanh chóng được xác định bởi anh được đôn lên đội hình một trong năm 2004. Đối với mùa giải đầu tiên của Từ Đức Soái tại Trung Quốc, anh chỉ có tên trong danh sách dự bịcho hai trận đấu và đã không được ra sân. Hai trận anh đã được liệt kê trong danh sách dự bị là vào tháng 11 năm 2004; trận đấu với Thượng Hải Thân Hoa vào ngày 11 tháng 11, và gặp lại Thiên Tân Thái Đạt vào ngày 24 tháng 11.
Sau đó, Đại Liên Thực Đức và Citizen tổ chức một dự án, Đại Liên Thực Đức đã gửi một số cầu thủ trẻ cho Citizen. Năm 2005, Từ Đức Soái đã được gửi đến Hồng Kông, với các đồng đội khác như Sào Bằng Phi và Cúc Doanh Trí.
Anh được triệu tập cho U-19 Trung Quốc tại U-19 Champions Cup 2006, và đội bóng giành chức vô địch. Sau giải đấu, anh trở lại Hồng Kông thi đấu cho Citizen một lần nữa với Vương Tuyển Hồng.

### Citizen
Từ Đức Soái có trận ra mắt tại Hồng Kông trong mùa giải 2005-06. Trận đấu đầu tiên cho giải đấu trong nước của anh là vào 15 tháng 10 gặp Kitchee. Anh đã vào trong 71 phút để thay thế cho Tô Diệu Văn trong trận thua 0-3. Anh bày tỏ sự thất vọng về luôn luôn được sử dụng như một thay thế. Anh trở lại Đại Liên trong mùa hè.
Trong mùa giải 2007-08, Từ Đức Soái khẳng định mình là một cầu thủ ra sân thường xuyên, ra sân 15 trận trong 18 trận đấu. Anh đã giúp Citizen vô địch FA Cup Hồng Kông. trong đó ông xuất hiện trong mỗi trận đấu. Đây là danh hiệu cao nhất cốc nước đầu tiên chiến thắng của Citizen từ khi thành lập câu lạc bộ trong năm 1947. Điều này mang lại cho ông một chuyển giao chính thức cho Citizen trong mùa hè năm 2008.
Từ Đức Soái được bổ nhiệm là một trong những đội phó của Citizen năm 2008. Anh bắt đầu hai trận đấu là đội trưởng trong mùa giải 2008-09. Anh ghi cả hai bàn thắng của mình trong trận đấu với Sheffield United Hồng Kông vào ngày 2 tháng năm 2009. Anh kết thúc mùa giải với 7 bàn thắng trong 23 trận đấu. Anh được danh hiệu cầu thủ bóng đá Hồng Kông của năm 2009.
Mặc dù có nhiều tin đồn liên quan đến chuyển giao Từ Đức Soái vào mùa đông năm 2009, giám đốc bộ phận dân bóng đá nói rằng anh "không phải để bán " tại câu lạc bộ.
Trong một trận đấu cấp cao vào ngày Boxing Day năm 2009, Từ Đức Soái và Phùng Khải Khuông chửi mắng trọng tài sau một quyết định gây tranh cãi. Sau đó, anh đã bị cấm thi đấu 4 trận từ ngày 12 tháng 1 năm 2010. Anh trở lại trong trận đấu gặp Nhật Chi Tuyền SC Thần Hy vào ngày 12 tháng 3 năm 2010, khi vào thay thế ở phút thứ 64 cho đội bóng.
Từ Đức Soái lại có danh hiệu cầu thủ bóng đá Hồng Kông của năm. Trong buổi lễ, Chủ tịch của Nam Hoa La Kiệt Thừa cho biết Từ Đức Soái đã trở thành một thành viên của đội bóng trong mùa giải 2010-11.

### Kitchee
Từ Đức Soái gia nhập Kitchee từ câu lạc bộ hạng nhất Pegasus với một mức phí không được tiết lộ vào ngày 30 tháng năm 2013, kể từ khi Kitchee đủ điều kiện cho AFC Cup 2013 ở vòng tứ kết và đội bóng sẽ tăng cường đội hình của họ với cầu thủ địa phương.

## Thành tích thi đấu

### Câu lạc bộ
Tính đến ngày 8 tháng 12 năm 2014
| Câu lạc bộ thi đấu | Câu lạc bộ thi đấu | Câu lạc bộ thi đấu                 | Giải đấu | Giải đấu  | Cúp             | Cúp             | League Cup | League Cup | Châu lục | Châu lục  | Tổng    | Tổng      |
| Mùa giải           | Câu lạc bộ         | Giải đấu                           | Số trận  | Bàn thắng | Số trận         | Bàn thắng       | Số trận    | Bàn thắng  | Số trận  | Bàn thắng | Số trận | Bàn thắng |
| Trung Quốc         | Trung Quốc         | Trung Quốc                         | Giải đấu | Giải đấu  | FA Cup          | FA Cup          | CSL Cup    | CSL Cup    | châu Á   | châu Á    | Tổng    | Tổng      |
| ------------------ | ------------------ | ---------------------------------- | -------- | --------- | --------------- | --------------- | ---------- | ---------- | -------- | --------- | ------- | --------- |
| 2004               | Đại Liên Thực Đức  | Giải bóng đá ngoại hạng Trung Quốc | 0        | 0         | 0               | 0               | 0          | 0          | 0        | 0         | 0       | 0         |
| 2005               | Đại Liên Thực Đức  | Giải bóng đá ngoại hạng Trung Quốc | 0        | 0         | 0               | 0               | 0          | 0          | -        | -         | 0       | 0         |
| Hồng Kông          | Hồng Kông          | Hồng Kông                          | Giải đấu | Giải đấu  | FA Cup & Shield | FA Cup & Shield | League Cup | League Cup | châu Á   | châu Á    | Tổng    | Tổng      |
| 2005–06            | Citizen            | Giải bóng đá hạng nhất Hồng Kông   | 5        | 0         | 1               | 0               | 4          | 0          | -        | -         | 10      | 0         |
| 2006–07            | Citizen            | Giải bóng đá hạng nhất Hồng Kông   | 11       | 0         | 2               | 0               | 4          | 0          | -        | -         | 17      | 0         |
| 2007–08            | Citizen            | Giải bóng đá hạng nhất Hồng Kông   | 15       | 0         | 5               | 0               | 3          | 0          | -        | -         | 23      | 0         |
| 2008–09            | Citizen            | Giải bóng đá hạng nhất Hồng Kông   | 22       | 5         | 3               | 2               | 3          | 0          | -        | -         | 28      | 7         |
| 2009–10            | Citizen            | Giải bóng đá hạng nhất Hồng Kông   | 15       | 3         | 5               | 0               | -          | -          | -        | -         | 20      | 3         |
| 2010–11            | Nam Hoa            | Giải bóng đá hạng nhất Hồng Kông   | 12       | 1         | 3               | 1               | 2          | 1          | 4        | 1         | 21      | 4         |
| 2011–12            | Nam Hoa            | Giải bóng đá hạng nhất Hồng Kông   | 14       | 3         | 3               | 1               | 2          | 0          | -        | -         | 19      | 4         |
| 2012–13            | Sun Pegasus        | Giải bóng đá hạng nhất Hồng Kông   | 17       | 2         | 6               | 1               | -          | -          | -        | -         | 23      | 3         |
| 2013–14            | Kitchee            | Giải bóng đá hạng nhất Hồng Kông   | 9        | 0         | 0               | 0               | -          | -          | 7        | 1         | 16      | 1         |
| 2014–15            | Kitchee            | Giải bóng đá ngoại hạng Hồng Kông  | 8        | 5         | 1               | 0               | 1          | 0          | 5        | 2         | 15      | 7         |
| Tổng               | Trung Quốc         | Trung Quốc                         | 0        | 0         | 0               | 0               | 0          | 0          | 0        | 0         | 0       | 0         |
| Tổng               | Hồng Kông          | Hồng Kông                          | 128      | 19        | 29              | 5               | 19         | 1          | 16       | 4         | 192     | 29        |
| Tổng cộng          | Tổng cộng          | Tổng cộng                          | 128      | 19        | 29              | 5               | 19         | 1          | 16       | 4         | 192     | 29        |

### Thi đấu quốc tế
Tính đến ngày 22 tháng 3 năm 2013
| Đội tuyển quốc gia | Câu lạc bộ | Mùa giải  | Trận | Bàn |
| ------------------ | ---------- | --------- | ---- | --- |
| Hồng Kông          | Citizen    | 2008–09   | 4    | 0   |
| Hồng Kông          | Citizen    | 2009–10   | 4    | 0   |
| Hồng Kông          | Nam Hoa    | 2010–11   | 3    | 2   |
| Hồng Kông          | Nam Hoa    | 2011–12   | 0    | 0   |
| Hồng Kông          | Pegasus    | 2012–13   | 1    | 0   |
| Hồng Kông          | Kitchee    | 2013–14   | 0    | 0   |
| Tổng cộng          | Tổng cộng  | Tổng cộng | 12   | 2   |

### Bàn thắng quốc tế
| #  | Ngày                 | Địa điểm                                           | Đối thủ     | Bàn thắng | Kết quả | Giải đấu                 |
| -- | -------------------- | -------------------------------------------------- | ----------- | --------- | ------- | ------------------------ |
| 1. | 9 tháng 10 năm 2010  | Sân vận động Quốc gia Cao Hùng, Cao Hùng, Đài Loan | Philippines | 2–0       | 4–2     | Long Teng Cup 2010       |
| 2. | 10 tháng 10 năm 2010 | Sân vận động Quốc gia Cao Hùng, Cao Hùng, Đài Loan | Ma Cao      | 2–0       | 4–0     | Long Teng Cup 2010       |
| 3. | 10 tháng 10 năm 2014 | Sân vận động Vượng Giác, Vượng Giác, Hồng Kông     | Singapore   | 1–0       | 2–1     | Giao hữu                 |
| 4. | 16 tháng 6 năm 2015  | Sân vận động Vượng Giác, Vượng Giác, Hồng Kông     | Maldives    | 1–0       | 2–0     | Vòng loại World Cup 2018 |